# Tagwai Sambo
Tagwai Sambo (Manchok, 24 de diciembre de 1936 - 14 de junio de 2024) fue el monarca del Chiefdom de Asholyio (Moroa) con sede en Manchok, un estado tradicional nigeriano en el sur del estado de Kaduna, Nigeria. También era conocido con el título de "Chief of Moro'a (Asholyio)" .

## Vida
Sambo nació en Tsok (Manchok), Región del Norte, Nigeria Británica (ahora Manchok, Estado de Kaduna del Sur, Nigeria) el 24 de diciembre de 1936 [2]. Sambo falleció el 14 de junio de 2024, a la edad de 87 años. 

## Reinado
Sambo fue nombrado Jefe de Moroa y miembro de la Autoridad Nativa de Jema'a, y también fue miembro de la Casa de los Jefes del Norte (más tarde conocido como Consejo de Jefes del Estado de Kaduna) en 1966.
Sobre las crisis en el área del sur de Kaduna, Su Alteza Real Sambo dijo en diciembre de 2016 que esperaba que el gobernador del estado de Kaduna hiciera un discurso sobre los eventos para llamar a la calma y al diálogo en anticipación de la paz.
Sambo se convirtió en el primer canciller de la Universidad Estatal de Kaduna (KASU) cuando fue establecida y permaneció en el cargo desde el 1 de enero de 2005  hasta el 11 de marzo de 2020, cuando el gobernador del estado, Nasir Elrufai, designó al depuesto Emir de Kano, Muhammadu Sanusi II, para reemplazarlo como Canciller de la universidad justo una semana después de su destierro de Kano.